# 丁克尔谢本
丁克尔谢本（德語：Dinkelscherben，發音：[ˈdɪŋkl̩ˌʃɛʁbn̩]）是德国巴伐利亚州施瓦本行政区奥格斯堡县的市镇，总面积67.65平方千米，2023年12月31日总人口为6,819人。